# Мастрас, Джордж
Джордж Мастрас (англ. George Mastras) — американский сценарист, режиссёр и продюсер телевидения. Он работал над всеми пятью сезонами драматического сериала AMC «Во все тяжкие». Он выиграл премию Pen USA Literary в 2009 году, премию «Эмми» в 2013 и 2014 гг. как один из продюсеров «Во все тяжких», был номинирован на премию Эдгара Аллана По и выиграл три премии Гильдии сценаристов США (WGA) за свою работу над сериалом. Мастрас также является автором книги «Путь Фидали».

## Биография
Мастрас начал писать для телевидения в 2006 году для сериала «Улики». Он написал сценарий к эпизоду первого сезона, "Stringers". В 2007 году, он стал сценаристом недолговременного научно-фантастического сериала «Файлы Дрездена» и написал сценарии к эпизодам "The Boone Identity" и "The Other Dick".
Мастрас присоединился к составу сценаристов первого сезона «Во все тяжких» в 2008 году в качестве редактора сюжетов. Он написал сценарий эпизода первого сезона "Crazy Handful of Nothin'". Сценарный состав первого сезона был номинирован на премию Гильдии сценаристов США (WGA) за лучший новый сериал на церемонии в феврале 2009 года. Мастрас выиграл премию PEN Center USA West Literary Award за лучший телесценарий за "Crazy Handful of Nothin'". Мастрас был повышен до исполнительного редактора сюжетов для второго сезона. Ко второму сезону он написал эпизоды "Grilled" и "Mandala". Мастрас был номинирован на премию Эдгара Аллана По в 2010 году за лучший телевизионный эпизод за "Grilled". Состав сценаристов второго сезона был номинирован на премию WGA на церемонии в феврале 2010 года за их работу над вторым сезоном. Мастрас был повышен до продюсера для третьего сезона и продолжил писать сценарии к эпизодам. Во время третьего сезона, он написал эпизоды "I.F.T." и "Kafkaesque". Мастрас был индивидуально номинирован на премию WGA в 2011 году в категории лучший эпизод в драматическом сериале за эпизод "I.F.T.". Он также был номинирован на премию WGA в 2011 году в категории лучший драматический сериал вместе с составом сценаристов третьего сезона.
Мастрас является автором романа «Путь Фидали», литературного триллера, действие которого происходит в охваченных войной районах проживания племён Пакистана и Кашимир, где он уже побывал. Мастрас вырос в Бостоне, получил степень бакалавра в Йеле и степень доктора права в Калифорнийском университете. Прежде чем начать писать, он работал в уголовном розыске для канцелярии общественного защитника, вожатым в воспитательной колонии и судебным защитником в Нью-Йорке и Лос-Анджелесе. 
Мастрас был удостоен премий WGA в 2012, 2013 и 2014 гг. вместе с составом сценаристов четвёртого и пятого сезонов, соответственно. Он был номинирован на премию «Эмми» за лучший драматический сериал (2010) в связи с его работой в качестве сценариста/продюсера третьего сезона, а также за четвёртый сезон (2012). Мастрас был повышен до соисполнительного продюсера для пятого сезона в 2012 и 2013 гг. Во время пятого сезона, он написал и снял эпизод "Dead Freight", за который он индивидуально был номинирован на премию WGA в 2013 году в категории лучший эпизод в драматическом сериале и на премию «Эмми» за лучший сценарий драматического сериала.

## Личная жизнь
Мастрас — младший брат Марии Жакеметтон (дев. Мастрас), продюсера и сценариста «Безумцев».